# Чупрене
 Тази статия е за селото в България.  За биосферния резерват  вижте Чупрене (резерват).  
Чупрѐне е село в Северозападна България, в подножието на Стара планина. То е административен център на община Чупрене, област Видин. Населението му е около 446 души (15 март 2024).

## География
Село Чупрене е разположено на 20 километра от град Белоградчик и на 70 километра от град Видин. Намира се на 13 километра от границата с Република Сърбия в район, залесен предимно с букови и иглолистни гори. Климатът е типичен за планинските райони – топли дни и прохладни нощи.
Село Чупрене е разположено в живописна планинска местност – селото е заградено от юг, запад и север от склоновете на Западна Стара планина, а на изток е отворено към малко по размери поле, завършващо до високи земни възвишения (т. нар. глами). „Гламите“ по същност са природни възвишения, образували се преди хиляди години от скали, потънали от единия им край и издигнати от другия им край. Впоследствие се оформят няколко такива. От тях при ясно и добро време може да се види река Дунав, отстояща на голямо разстояние. В някои от тях има пещери, в които са намерени останки от керамика. През селището преминават две реки – Манастирка и Чупренска река, като Манастирка се влива в Чупренска река в самото село.
Някои от именуваните местности в околността на селото са: „Мийна падина“, „Говнени брег“, „Суа стран“, „Лалкин град“ (там се намират останки от римска крепост или пост) и др.
Горната част на селото е разделена на две от вододела на двете реки. По двете долини са прекарани черни пътища, по които се излиза в планината. По тези пътища може да се достигне до местността Бекинска шобърка. Тук се намират извор с леденостудена вода, вили, а също така и своеобразен вход към биосферен резерват Чупрене, който е под закрилата на ЮНЕСКО.
Флората и фауната са богати – могат да се видят дъб, бук, обикновен смърч, ела, бреза, мащерка, жълт кантарион, риган, мента, див джоджен, бял и жълт равнец, а също така и влючените в „Червената книга на България“ червен кантарион и тинтява.
Животинските видове са представени от сърни, елени, сръндаци, диви свине, рядко се срещат зайци и лисици.
В реките около село Чупрене се срещат мряна и балканска пъстърва, рядко вече кефал, но по-надолу от селото (по поречието на едноименната река към селата Търговище и Протопопинци). Интересно е да се отбележи, че Чупренска река е обитавана и от речни раци, но за голямо съжаление те вече са рядкост – поради намаляването на дебита на реката.
В последните години са прекарани и еко-пътеки, които дават възможност за добър туризъм, съчетан с опознаване на местната флора и фауна. В района на резервата са съхранени глухари и единични екземпляри скален орел.

## История
Първите данни за живот по тези места датират от древни времена. В околностите на близките села Върбово и Търговище в пещери има открити останки от глинени съдове. В района на село Чупрене и близките села са намерени находки, датиращи от бронзовата и желязната епоха.
Доста повече са находките, останали от римски времена. Това е съвсем естествено, като се вземе предвид близостта на планинския проход Свети Никола (1452 м н.в.), а също така и наличието на медна руда близо до селото (Чупрене лежи на линията на медната руда Бор (Сърбия) – Чупрене – Горни Лом – Чипровци). Входовете на галериите, експлоатирани и през миналия век, се виждат и до днес.
Предполага се, че името на село Чупрене е свързано с добива на медна руда (купрум). Това е най-вероятния произход на името на село Чупрене. През вековете то търпи промени, за да се стигне до днешното. В околностите на селото са открити останки от древни крепости (а може би на сигнални постове, използвани от римските войски за сигнализация при опасност).
При завземането на България от турците селото вече е съществувало – споменава се в регистъра на Видинския санджак от 1454/1455 г. През турско време се заселват саксонски рудари. Жители на селото взимат участие в Чипровското въстание от 1688 година. Споменато е под името Чупрен в описанието на Жером-Адолф Бланки на пътуването му от Белоградчик към Ниш през 1841 г.
След Освобождението селото се развива бързо и населението през годините достига 1800 – 2000 души.
По време на Междусъюзническата война селото е ограбено от мародери от Сърбия. През Първата и Втората световни войни дава жертви, а след 1944 г. се развива в областите дърводобив, свиневъдство, текстилна промишленост, отглеждане на едър рогат добитък и други.

## Население
Броят на жителите на селото е с тенденция на намаляване. На преброяването от 2011 година 83% от заявилите етническа принадлежност се определят като българи, а 17% като роми. Българите са предимно торлаци.
Местното население е изцяло християнско. Трябва да се вземе под внимание фактът, че голяма част от семействата са потомци на хора, преселили се от Македония и Сърбия.
| Население на с. Чупрене между 1934 и 2012 година | Население на с. Чупрене между 1934 и 2012 година | Население на с. Чупрене между 1934 и 2012 година | Население на с. Чупрене между 1934 и 2012 година | Население на с. Чупрене между 1934 и 2012 година |
| ------------------------------------------------ | ------------------------------------------------ | ------------------------------------------------ | ------------------------------------------------ | ------------------------------------------------ |
| Година                                           |                                                  |                                                  | Население                                        |                                                  |
| 31.12.1934                                       | 31.12.1934                                       |                                                  | 1871                                             | 1871                                             |
| 31.12.1946                                       | 31.12.1946                                       |                                                  | 1842                                             | 1842                                             |
| 01.12.1956                                       | 01.12.1956                                       |                                                  | 1586                                             | 1586                                             |
| 01.12.1965                                       | 01.12.1965                                       |                                                  | 1523                                             | 1523                                             |
| 02.12.1975                                       | 02.12.1975                                       |                                                  | 1290                                             | 1290                                             |
| 04.12.1985                                       | 04.12.1985                                       |                                                  | 1016                                             | 1016                                             |
| 04.12.1992                                       | 04.12.1992                                       |                                                  | 906                                              | 906                                              |
| 31.12.1993                                       | 31.12.1993                                       |                                                  | 890                                              | 890                                              |
| 31.12.1994                                       | 31.12.1994                                       |                                                  | 884                                              | 884                                              |
| 31.12.1995                                       | 31.12.1995                                       |                                                  | 863                                              | 863                                              |
| 31.12.1996                                       | 31.12.1996                                       |                                                  | 838                                              | 838                                              |
| 31.12.1997                                       | 31.12.1997                                       |                                                  | 836                                              | 836                                              |
| 31.12.1998                                       | 31.12.1998                                       |                                                  | 807                                              | 807                                              |
| 31.12.1999                                       | 31.12.1999                                       |                                                  | 762                                              | 762                                              |
| 31.12.2000                                       | 31.12.2000                                       |                                                  | 711                                              | 711                                              |
| 01.03.2001                                       | 01.03.2001                                       |                                                  | 719                                              | 719                                              |
| 31.12.2001                                       | 31.12.2001                                       |                                                  | 699                                              | 699                                              |
| 31.12.2002                                       | 31.12.2002                                       |                                                  | 664                                              | 664                                              |
| 31.12.2003                                       | 31.12.2003                                       |                                                  | 666                                              | 666                                              |
| 31.12.2004                                       | 31.12.2004                                       |                                                  | 650                                              | 650                                              |
| 31.12.2005                                       | 31.12.2005                                       |                                                  | 640                                              | 640                                              |
| 31.12.2006                                       | 31.12.2006                                       |                                                  | 616                                              | 616                                              |
| 31.12.2007                                       | 31.12.2007                                       |                                                  | 595                                              | 595                                              |
| 31.12.2008                                       | 31.12.2008                                       |                                                  | 581                                              | 581                                              |
| 31.12.2009                                       | 31.12.2009                                       |                                                  | 576                                              | 576                                              |
| 31.12.2010                                       | 31.12.2010                                       |                                                  | 570                                              | 570                                              |
| 01.02.2011                                       | 01.02.2011                                       |                                                  | 547                                              | 547                                              |
| 31.12.2011                                       | 31.12.2011                                       |                                                  | 535                                              | 535                                              |
| 31.12.2012                                       | 31.12.2012                                       |                                                  | 529                                              | 529                                              |
| Източник: ЕКАТТЕ                                 |                                                  |                                                  |                                                  |                                                  |

## Инфраструктура
През 2012 г. община Чупрене приема план за развитие на туризма, в който има идея за развитие на зимен туризъм с изграждането на ски зона под връх Миджур. През 2017 г. проектът за ски зона „Миджур“ вече е изготвен. Планира се изграждането на ски комплекс с 14 ски писти, няколко учебни площадки за начинаещи скиори, лифт, влекове и помощни съоръжения и постройки. Целта на проекта е да се развие зимният туризъм, с което туризмът в региона да стане целогодишен.

## Култура
В селото се прави голям събор, на който идват много хора и се организират редица забавления.
Основните забележителности са камбанарията с часовника в центъра на селото, църквата и музеят „Асен Балкански“. Малко след края на селото към Балкана на запад, от дясно в скалите се вижда паметната плоча, където се учредява местната структура на БКП.
На около 4 – 5 км нагоре по пътя на Чупренската река се намира т.нар. „Партизан чешма“ – оттук Партизански отряд „Георги Бенковски“ започва през 1944 г. да налага народната власт във Видинско. На това място всъщност започва истинското изкачване на прохода „Свети Никола“ – местността по-нагоре с китни ливади от ляво на пътя се нарича „Суа стран“ („Суха страна“) поради цвета на тревата през лятото – жълто-сив. До „Партизан чешма“ освен чешма (от която вече рядко в лятно време тече вода) има поставен и мемориален паметник.
Сред редовните събития в село Чупрене са съборът на селото през месец май и Празникът на гората през месец август, когато в местността Бекинска шобърка се организират веселия и се провеждат различни мероприятия. В района на селото се събират ловни дружинки по време на ловния сезон.
В миналото отделните семейства са почитали различни покровители и са се събирали на определен ден от годината, както и на големите християнски празници.
Друго редовно събитие е общинският турнир по футбол, който се провежда всяка година от 10 юли до 10 август.
Също така и торлашкия фолклорен събор „Када кум прасе и ти вречу“, който през юни 2012 г. се провежда за седми пореден път.
- Читалище „Христо Ботев“
- ОУ „Акад. Михаил Димитров“
- Църква „Св. Никола“

## Личности
Родени в Чупрене
- Михаил Дафинкичев (1881 – 1966), психолог, философ и историк
- Асен Балкански (1920 – 1943), партизанин
- Никола Йолкичев (1925 - 2017), геолог и палеонтолог
- Младен Николов (1881 – ?) – психолог
- Тодор Цурински (1918 – 1997) – инженер

Починали в Чупрене
- Антон Стериов (1882 – 1924), революционер от ВМОРО